# Scybalocanthon patagonicus
Scybalocanthon patagonicus is een keversoort uit de familie bladsprietkevers (Scarabaeidae). De wetenschappelijke naam van de soort is voor het eerst geldig gepubliceerd in 1948 door Martinez.